# Philus antennatus
Philus antennatus is een keversoort uit de familie Vesperidae. De wetenschappelijke naam van de soort werd in 1817 gepubliceerd door Leonard Gyllenhaal.